# Костомлоти (гміна)
Гміна Костомлоти (пол. Gmina Kostomłoty) — сільська гміна у південно-західній Польщі. Належить до Шредського повіту Нижньосілезького воєводства.
Станом на 31 грудня 2011 у гміні проживало 7162 особи.

## Площа
Згідно з даними за 2007 рік площа гміни становила 146.25 км², у тому числі:
- орні землі: 88.00%
- ліси: 4.00%

Таким чином, площа гміни становить 20.78% площі повіту.

## Населення
Станом на 31 грудня 2011:
| Опис     | Загалом | Загалом | Чоловіки | Чоловіки | Жінки | Жінки |
| -------- | ------- | ------- | -------- | -------- | ----- | ----- |
| одиниця  | осіб    | %       | осіб     | %        | осіб  | %     |
| все      | 7162    | 100     | 3576     | 49.93    | 3586  | 50.07 |
| міське   | 0       | 100     | 0        |          | 0     |       |
| сільське | 7162    | 100     | 3576     | 49.93    | 3586  | 50.07 |

## Сусідні гміни
Гміна Костомлоти межує з такими гмінами: Конти-Вроцлавські, Меткув, М'єнкіня, Шрода-Шльонська, Уданін, Жарув.